# Zagyvaszántó
Zagyvaszántó là một thị trấn thuộc hạt Heves, Hungary. Thị trấn này có diện tích 9,52 km², dân số năm 2010 là 1968 người, mật độ 207 người/km².